# Ga Dongchon
Ga Dongchon là ga của Tàu điện ngầm Daegu tuyến 1 ở Geomsa-dong, quận Dong, Daegu, Hàn Quốc. Nó nằm ở Dongchon cũ (동촌구길).
Nó kết nối với Ga Ayanggyo bằng đường hầm dưới nước, nó sâu hơn các nhà ga khác của Tàu điện ngầm Daegu tuyến 1.

## Liên kết
- Ga ảo DTRO Lưu trữ ngày 25 tháng 10 năm 2014 tại Wayback Machine